# Industrie- und Handelskammer Kassel-Marburg

Logo der IHK Kassel-Marburg

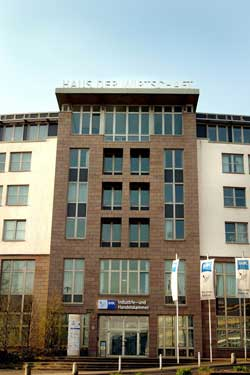
Hauptverwaltung der IHK Kassel-Marburg

Die IHK Kassel-Marburg ist die Industrie- und Handelskammer für Kassel, Nordhessen und Marburg mit Sitz in Kassel. Servicezentren befinden sich in Homberg (Efze), Korbach, Bad Hersfeld und Eschwege. In Marburg befindet sich eine Geschäftsstelle. Der IHK Kassel-Marburg gehören etwa 75.000 Mitgliedsunternehmen an.
Die IHK Kassel-Marburg erfüllt vom Staat übertragene Aufgaben (zum Beispiel Berufsausbildung). Sie berät die Politik und sie stellt mit einem Dienstleistungsangebot Angebote zur Verfügung (zum Beispiel Nachfolgeberatung, Existenzgründungsberatung).

## Geschichte

### Commercien-Cammer
1710 wurde in Cassel nach dem Vorbild der spanischen consulados (erstmals 1283 in Valencia) und der französischen Conseil de Commerce (seit 1664) die fürstliche Commercien-Cammer eingerichtet. Damit ist die Kasseler IHK eine der ältesten Kammern Deutschlands.
Die Commercien-Cammer wurde 1710 von Landgraf Karl gegründet. Karl hatte die Ansiedlung von Hugenotten in der Landgrafschaft Hessen-Kassel gefördert und über diese von den französischen Conseil de Commerce erfahren. Die Kammer bestand aus einem ernannten Directeur und vier ernannten Kaufleuten, den Consuln. Aufgabe war die Überwachung von Handel und Gewerbe. Die Kammer bildete die oberste Handelsgerichtsbarkeit. Appellationen gegen die Urteile der Kammer waren nur beim Landgrafen möglich. Die Consuln hatten das Recht auf direkten Vortrag beim Landgrafen. Die Commercien-Cammer wurde bereits nach wenigen Jahren aufgelöst. Der Commerzien-Directeur Gasparini betrieb eine (im Merkantilismus übliche) Politik des konsequenten Protektionismus und verlor darüber zunächst den Rückhalt in der Kaufmannschaft und dann beim Landgrafen. Gasparini musste sich dem Geheimen Rat gegenüber verantworten und die Kammer wurde aufgelöst.
Nachfolger wurde 1921 die Polizei- und Commercien-Commission, in der aber keine Kaufleute mehr vertreten waren.

### Commerz-Colleg
1763 wurde mit dem Commerz-Colleg ein neuer Versuch vorgenommen, eine Verwaltung der Wirtschaft unter Beteiligung der Kaufleute einzurichten. Landgraf Friedrich II. hatte aus dem Scheitern der Commercien-Cammer die Lehre gezogen, eine enge Anbindung des Collegs an die Regierung sicherzustellen. Direktor war daher der Präsident der Kriegs- und Domainenkammer. Weitere Mitglieder wurden von der Casseler Regierung, der Justiz und der Kasseler Kommunalverwaltung benannt. Aus der Wirtschaft wurden zwei Kaufleute zur Mitarbeit herangezogen. Diese trugen den Titel Kommerzien-Assessor und hatten beratende Funktion.
Das Collegs hatte beratende, administrative und rechtsprechende Funktionen und wurde ab 1764 als Commercien-Collegium und Handelsgericht bezeichnet. Wichtig war vor allem die Aufgabe der Organisation und Überwachung der 1762 begründeten Casseler Messe. Eine schnelle und effektive Justiz galt als ein Erfolgsfaktor von Messen.
Neben der Kasseler Kammer wurden auch in verschiedenen Städten der Landgrafschaft lokale Commerz-Collegs gebildet, so 1765 in Rinteln und Karlshafen sowie 1768 in Hersfeld. Ab 1773 kam es zu Rivalitäten zwischen der Kriegs- und Domainenkammer und des Commerz-Collegs in dessen Verlauf das Colleg weitgehend seine Bedeutung einbüßte. 1782 ordnete der Landgraf daher die Aufgaben neu. Das Commerz-Colleg war nun für den Handel, die Messe, die Gewerbeaufsicht und die Aufsicht der Privatfabriken zuständig.
1806 wurde die Landgrafschaft aufgelöst. Im Königreich Westphalen bestand kein dem Commerz-Colleg vergleichbares Gremium. Die Aufgaben wurden vom zuständigen Fachministerium, dem „Ministère des Finances, du Commerce et du Trésor“ wahrgenommen. Mit der Wiederherstellung des Kurfürstentums 1814 wurde das Commerz-Colleg wieder eingesetzt.

### Handels- und Gewerbeverein
Mit Edikt vom 29. Juni 1821 wurde die Organisation in Kurhessen neu aufgestellt. Es wurden Fachministerien gebildet. Die Zuständigkeit für Handel und Gewerbe lag nun beim Innenministerium. Um die Beteiligung der Betroffenen zu erreichen, wurde ein Landwirtschaftverein und ein Handels- und Gewerbeverein gegründet, der die Aufgaben und die Organisation des Commerz-Collegs übernahm. Er bestand aus einem dreiköpfigen leitenden Ausschuss (darunter ein Regierungsrat, ein Mitglied der Finanzkammer) und 8 bis 16 der „tätigsten und einsichtsvollsten Großhändler, Bankiers, Fabrikanten und technologischen Gelehrten“. Die Mitglieder wurden nicht gewählt, sondern ernannt. 1822 wurden Deputationen auch in Rinteln, Eschwege, Karlshafen, Marburg an der Lahn, Fulda, Hersfeld, Schmalkalden und Hanau gebildet.
1834 wurde auf Druck der Kurhessischen Ständeversammlung eine Reform der Organisation des Vereins durchgeführt, der jedoch die starke Stellung des leitenden Ausschusses beibehielt und damit die Hauptforderung der Liberalen, nämlich die Stärkung der Mitglieder, nicht berücksichtigte. Die Märzrevolution 1848 führte zu einer Auflösung des Vereins. Die Aufgabe übernahm nun eine Kommission beim Innenministerium ohne Beteiligung der Wirtschaft.
Am 23. Mai 1855 erfolgte die Gründung des Freien Vereins für Handel und Gewerbe in Cassel in der Residenz, nachdem in Hanau bereits 1849 ein solcher Verein gegründet worden war. Es handelte sich nun um einen privatrechtlichen Verein, der in enger Abstimmung mit dem Innenministerium die Wirtschaftspolitik gestaltete. In den Folgejahren bildeten sich in vielen Städten solche Vereine, die ab 1863 in der Landesversammlung kurhessischer Gewerbevereine zusammenarbeiteten. Auch nach der IHK-Gründung bestand der Verein weiter, büßte aber schnell seine Bedeutung ein.

### IHK
Nach dem Deutschen Krieg und der darauf folgenden Annexion Kurhessens durch Preußen wurde am 24. Februar 1870 das Gesetz über die Handelskammern erlassen und die Handelskammer in Cassel durch ministerialen Erlass vom 19. Dezember 1870 gegründet. Die konstituierende Sitzung der Kammer fand am 25. Mai 1871 statt. Zunächst war das Aufgabengebiet der Casseler Kammer auf Stadt und Landkreis Kassel beschränkt. Im Laufe der Folgejahre wurden die lokalen Kammern der Casseler angeschlossen bis final im Regierungsbezirk Kassel nur noch die Kammer in Hanau und in Kassel bestand. Am Ende des Kaiserreiches bestand die Vollversammlung aus 27 Mitgliedern. 1924 wurde noch die Kammer des Freistaates Waldeck der Kasseler IHK angeschlossen. Im gleichen Jahr wird der traditionelle Name Handelskammer zum heutigen Industrie- und Handelskammer ergänzt.
Am 1. April 1932 kam auch eine thüringische IHK, die IHK Mühlhausen hinzu. Die Kammer firmierte nun unter „Industrie- und Handelskammer Kassel-Mühlhausen Sitz Kassel“.

### Zeit des Nationalsozialismus
Mit der Machtergreifung der Nationalsozialisten erfolgte auch die Gleichschaltung der IHK Kassel. Der Präsident der IHK, der Bankier Karl Ludwig Pfeiffer musste Anfang April 1933 zurücktreten und wurde durch den Gauwirtschaftsberater der NSDAP Rudolf Braun ersetzt. Die Vollversammlung wurde durch eine „Wahl“, bei der nur eine „nationale Einheitsliste“ antrat neu besetzt. Mit dem Reichsgesetz vom 20. August 1934 wurde die Kammer dem Reichswirtschaftsminister unterstellt und das Führerprinzip eingeführt. Im März 1935 wurde eine „Wirtschaftskammer Hessen“ gebildet, in der die Kasseler und die Frankfurter IHK zusammengeschlossen wurden. Am 1. April 1943 wurde die Gauwirtschaftskammer Kurhessen gebildet und die IHK aufgelöst. In die Gauwirtschaftskammer war neben der IHK auch die Handwerkskammer Kassel aufgegangen.

### Fortsetzung in der Bundesrepublik
Nach dem Zweiten Weltkrieg wurde die IHK neu gebildet. Im April 1945 wurde Karl Ludwig Pfeiffer durch die Besatzungsbehörden erneut als Kammerpräsident eingesetzt. Am 18. April 1945 konnte die Kammer ihre Arbeit wieder aufnehmen. Die Vereinigung mit Frankfurt wurde aufgelöst, die Verbindung von Handwerkskammer und IHK jeder beibehalten. Am 27. Juli wurde die „Verordnung über die Errichtung der Wirtschaftskammer Kurhessen“ erlassen, die als rechtliche Basis der Arbeit diente. Mit Wirkung vom 1. März 1946 wurden die Handwerkskammer und die IHK Kassel wieder getrennt. Zum gleichen Termin entstand auch die Industrie- und Handelskammer Fulda neu, die als letztes noch mit Kassel verbunden gewesen war.
Über den Charakter der künftigen IHK entbrannte parteipolitischer Streit. Die sozialdemokratisch regierten Bundesländer (darunter Hessen) strebten an, die IHK im Rahmen der überbetrieblichen Mitbestimmung paritätisch mit Vertretern der Wirtschaft und der Gewerkschaften zu besetzen. Dieser Wunsch wurde schlussendlich mit dem (Bundes-)„Gesetz zur vorläufigen Regelung des Rechts der Industrie- und Handelskammern“ abgelehnt, das am 18. Dezember 1956 gegen die Stimmen der SPD vom Bundestag angenommen wurde. Das hessische Durchführungsgesetz vom 9. Dezember 1957 und die neue Satzung der IHK Kassel vom 13. November 1957 bildeten die Rechtsgrundlage der Kammerarbeit bis heute.
Während bisher eine kleine Vollversammlung von den Mitgliedern gewählt wurde, die Mitgliedschaft freiwillig war und jedes Mitglied gleiche Stimmenzahl hatte, wurde nun eine Vollversammlung gewählt, deren Zusammensetzung sich nach der Stärke der Gewerbezweige richtete. Mit der gesetzlichen Pflichtmitgliedschaft wurde die Zahl der Mitglieder stark erhöht.
Zu Beginn des Jahres 2013 wurde der Name der IHK Kassel auf Beschluss der Vollversammlung um „Marburg“ ergänzt, um ein deutliches Zeichen der Regionalität zu setzen. Die IHK heißt seitdem IHK Kassel-Marburg.

## Mitarbeiter
Insgesamt sind in der IHK Kassel-Marburg ca. 3000 Menschen ehrenamtlich engagiert. Ein Großteil ist in der beruflichen Ausbildung und in der Weiterbildung aktiv. Die Regionalversammlungen und die Vollversammlung werden direkt von den Unternehmern gewählt. Die Vollversammlung der IHK Kassel-Marburg hat 87 Mitglieder. Die Präsidentin ist die Unternehmerin Désirée Derin-Holzapfel.
Hauptamtlich beschäftigt die IHK Kassel-Marburg etwa 100 Mitarbeiter. Das Hauptamt führte bis zum 31. Dezember 2015 der Hauptgeschäftsführer Walter Lohmeier. Vom 1. Januar 2016 bis 28. Februar 2021 war Sybille von Obernitz Hauptgeschäftsführerin der IHK Kassel-Marburg. Seit 1. März 2021 ist Arnd Klein-Zirbes Hauptgeschäftsführer der IHK Kassel-Marburg.

## „Wirtschaft Nordhessen“
Die Wirtschaft Nordhessen (WN) ist das offizielle Verkündigungsorgan der IHK Kassel-Marburg. Die WN hat eine aktuelle Auflage von 30.000 Exemplaren.

## Gebäude

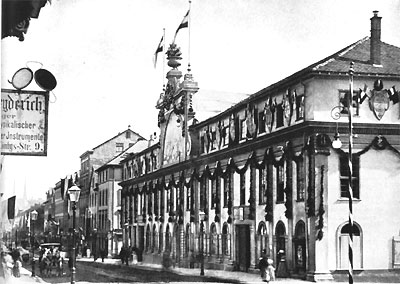
Meßhaus

Das Commerz-Colleg hatte seinen Sitz seit 1763 im Meßhaus in Kassel. Dieses Gebäude befand sich zwischen Königstraße, Wilhelmsstraße und Karlsplatz an der Stelle des heutigen Wilhelmsstraßenflügels des Kasseler Rathauses. Das Haus wurde hauptsächlich von der Messe Kassel genutzt. Der Handels- und Gewerbeverein verfügte, wie auch die Handelskammer in den ersten Jahren, über kein eigenes Gebäude.
Die Einweihung des ersten eigenen Kammergebäudes in der Hohenzollernstraße erfolgte am 18. März 1900. Das repräsentative Neorenaissance-Gebäude hatte eine Sandsteinfassade im Stil der italienischen Frührenaissance, verfügte über Arbeitsräume und einen Sitzungsraum der Kammer im zweiten Stock. Die anderen Stockwerke wurden zunächst zu öffentlichen Zwecken genutzt. So bestand eine Bibliothek und vor allem über einen großen Festsaal im Erdgeschoss. Im Laufe der Jahre wuchs das Kammergebiet, so dass am Ende das ganze Gebäude von der IHK genutzt wurde. In der Nacht vom 22. auf 23. Oktober 1943 wurde das Kammergebäude durch alliierte Luftangriffe völlig zerstört. Auch das Archiv der IHK ging in der Brandnacht verloren.
Die IHK mietete das Haus Querallee 36 und nutzte dieses 1944 bis 1953 als Kammergebäude. 1954 wurde das Haus der Wirtschaft am Ständeplatz als neues IHK-Gebäude erbaut. Das schmucklose Gebäude, dessen strenge Fassade durch regelmäßige rechteckige Fenster strukturiert wurde, wurde zunächst teilweise von der Landeskreditkasse mitgenutzt. Im Laufe der Zeit wurden immer weitere Teile des Gebäudes von der IHK genutzt, bis die Kammer Alleinnutzer war. Da der Platzbedarf weiter anstieg, wurde 1986 ein Neubau an der Kurfürstenstraße beschlossen. Seit 1990 stehen der IHK nun 3400 m² Nutzfläche auf sechs Etagen zur Verfügung. Der Neubau hatte 22,5 Millionen DM (in heutiger Kaufkraft 23 Millionen Euro) gekostet.

## Personen
Präsidenten des fürstlich hessischen Commerz-Collegs:
- Jacob Sigismund Freiherr Waitz von Eschen (Amtszeit: 1763–1773)
- Friedrich Sigismund Freiherr Waitz von Eschen gen. v. Hilchen (Amtszeit: 1782–1808)

Vorsitzende/Präsidenten der Handelskammer/IHK Kassel-Marburg:
- Georg Ludwig (gen. Louis) Pfeiffer (Amtszeit: 1871–1873)
- Oscar Henschel (Amtszeit: 1874–1881, 1887–1891)
- August Rittershaußen (Amtszeit: 1882–1886)
- Carl Pfeiffer (Amtszeit: 1892–1912)
- Otto Vogt (Amtszeit: 1913–1920)
- Karl Ludwig Pfeiffer (Amtszeit: 1921–1933, April–Juli 1945)
- Rudolf Braun (Amtszeit: 1933–1943)
- Gustav Bernhardt (Amtszeit: 1943–1945, Gauwirtschaftskammer Kurhessen)
- Gustav Römer (Amtszeit: 1945–1948)
- Edmund Köhler (Amtszeit: 1948–1950)
- Karl Schwarzkopf (Amtszeit: 1950–1952)
- Heinz Massingh (Amtszeit: 1952–1966)
- Otto Braun (Amtszeit: 1967–1974)
- Erich Heinrich Biederbeck (Amtszeit: 1974–1983)
- Christian Decken (Amtszeit: 1983–1990)
- Ludwig Georg Braun (Amtszeit: 1991–2004)
- Martin Viessmann (Amtszeit: 2004–2016)
- Jörg Ludwig Jordan (Amtszeit: 2016 – April 2024)
- Désirée Derin-Holzapfel (Amtszeit: seit April 2024)

## Unternehmen
Eine Reihe von Unternehmen prägten nicht nur die nordhessische Unternehmenslandschaft, sondern trugen auch stark zur Arbeit der IHK Kassel bei. Das Bankhaus L. Pfeiffer war lange Zeit das führende Bankhaus in Kassel und stellte gleich drei Präsidenten der Handelskammer. Die Henschel-Werke als führendes Montanunternehmen engagierten sich ebenfalls in der Kammerarbeit. Der Gründer, Anton Henschel, war 1834 bis 1848 Mitglied des kurfürstlich hessischen Handels- und Gewerbevereins zu Kassel gewesen, sein Enkel Oskar langjähriger Präsident der IHK. Auch die Waggonfabrik Thielemann, Eggena und Co., das zweite große Eisenbahnunternehmen der Stadt, stellte mit C. Eggena 1861–1865 einen Vorsitzenden des Handelsvereins. Die W. & L. Jordan GmbH, marktführendes Großhandelsunternehmen für Bodenbeläge, Heimtextilien und Holzwerkstoffe, stellte mit Horst-Dieter Jordan von 1983 bis 1994 einen langjährigen Vizepräsidenten. Auch sein Sohn und Nachfolger, Jörg Ludwig Jordan, hatte dieses Amt von 2000 bis 2016 inne, ehe er im Anschluss zum IHK-Präsidenten gewählt wurde. Neben den Kasseler Unternehmen waren auch Unternehmen aus ganz Nordhessen an der Kammerarbeit beteiligt. So war Otto Braun, der Inhaber von B. Braun Melsungen Kammerpräsident.